# Cestovni rotor
Cestovni rotor (lat. rotatio: okretanje, obrtanje, rota: kotač), kružni tok ili raskružje, kružno je raskrižje koje ima kružnu sabirno-raspodjelnu cestu, s jednosmjernim prometom i kretanjem suprotnim smjeru kazaljka na satu (kružni tok). Vozila se iz prilaznih cesta u promet rotorom uključuju poštujući pravo prednosti vozilima koja se već kreću rotorom. Dobre su strane rotora u odnosu na ostale oblike križanja u jednoj razini povećana sigurnost zbog manje brzine vozila koja kroz njega prolaze i bolje preglednosti te veća propusnost. Nedostatci su mu teško uključivanje vozila u tok pri gustom prometu, problemi s pješačkim prometom te veća površina potrebna za izgradnju rotora. 